# وی‌بوم
وی‌بوم (پرتغالی: WeeBoom) یک مجموعه تلویزیونی پویانمایی برزیلی است که توسط جوناس براندائو برای شبکه بومرنگ برزیل در ۵ ژوئیه ۲۰۱۹ تا ۲۴ مه ۲۰۲۰ ساخته شده.
این سریال همچنین در حال حاضر از ۳ ژانویه ۲۰۲۰ در کانال فوتورا پخش می‌شود.

## شخصیت‌ها
- وی (صداگذاری شده توسط: جوسارا مارکز) یک خرگوش سبز ماجراجو بسیار باهوش و شجاع.
- بومی‌ها (صداگذاری شده توسط: ایتالو لوئیز) موجودات جادویی کوچکی هستند که در شکم بوم زندگی می‌کنند.
- بوم (صداگذاری شده توسط: پیر مارچی) یک هیولای زرد، که می‌تواند غول پیکر شود، در میان چندین قدرت خاص دیگر.